# Chostonectes
Chostonectes is een geslacht van kevers uit de familie  waterroofkevers (Dytiscidae).
Het geslacht is voor het eerst wetenschappelijk beschreven in 1882 door Sharp.

## Soorten
Het geslacht omvat de volgende soorten:
- Chostonectes gigas (Boheman, 1858)
- Chostonectes johnsonii (Clark, 1862)
- Chostonectes maai Balke, 1995
- Chostonectes nebulosus (W.J. Macleay, 1871)
- Chostonectes sharpi Sharp, 1882
- Chostonectes wattsi Wewalka, 1994